# Mira de Aire
Mira de Aire é uma vila portuguesa sede da Freguesia de Mira de Aire do Município de Porto de Mós, freguesia com 16,77 m² de área e 3482 habitantes (censo de 2021), tendo, assim, uma densidade populacional de 207,6 hab./km².
A povoação de Mira foi elevada à categoria de vila em 1933 tendo passado a designar-se por Mira de Aire.

## Demografia
A população registada nos censos foi:
| Distribuição da População por Grupos Etários | Distribuição da População por Grupos Etários | Distribuição da População por Grupos Etários | Distribuição da População por Grupos Etários | Distribuição da População por Grupos Etários |
| -------------------------------------------- | -------------------------------------------- | -------------------------------------------- | -------------------------------------------- | -------------------------------------------- |
| Ano                                          | 0-14 Anos                                    | 15-24 Anos                                   | 25-64 Anos                                   | > 65 Anos                                    |
| 2001                                         | 596                                          | 538                                          | 2145                                         | 672                                          |
| 2011                                         | 520                                          | 367                                          | 2043                                         | 845                                          |
| 2021                                         | 404                                          | 355                                          | 1769                                         | 954                                          |

## História
Foi elevada a vila pelo decreto n.º 22 432, de 10 de abril de 1933 e passou a denominar-se de Mira de Aire e antes de Mira.
Até 1708 pertenceu a freguesia de Minde até que se desanexou. 
Mira de Aire aparece por vezes gravada como Mira d'Aire, por vezes é mesmo esta designação preferida dos mirenses. Os linguistas clássicos portugueses como Rebelo Gonçalves, no seu Tratado de Ortografia da Língua Portuguesa (Coimbra, 1947) escrevem Mira de Aire. Rebelo Gonçalves dá este caso como uma combinação vocabular que apresenta a preposição de com e elidido e não pede apóstrofo. José Pedro Machado, outro linguista reputado, prefere também Mira de Aire, mas é possível encontrar Mira d'Aire nas suas obras.

## Calão Mirense
Apesar de pouco falada em relação à vizinha vila de Minde é provável que não existam pessoas que saibam algumas palavras de Calão Mirense em Mira d'Aire. O mesmo já não acontece em Minde onde grande parte da população fala o calão Minderico.

## Aspetos de Interesse
Nesta freguesia, cujo território é atravessado pelo Parque Natural das Serras de Aire e Candeeiros, situam-se das grutas naturais mais espetaculares e mais bem preservadas de Portugal, as Grutas de Mira de Aire, também conhecida como Gruta dos Moinhos Velhos.
É de destacar o grande número de equipamentos existentes na vila, entre eles:
- Junta de Freguesia
- Loja do Cidadão
- Escola Secundária de Mira de Aire
- Bombeiros Voluntários de Mira de Aire
- Centro de Saúde
- Casa da Cultura
- Correios - CTT
- Pavilhão Gimnodesportivo
- Área de Serviço para Autocaravanas

## Património Natural
A vila de Mira de Aire é conhecida pelos seus habitantes como extremamente rica no que toca ao Património Natural. Para além de estar inserida no PNSAC e de ser a "casa" das Grutas de Mira de Aire, o polje tem várias nascentes de água que "rebentam" no Inverno, são estas:
- Olho
- Pena
- Contenda
- Regatinho

Em anos de chuvas intensas, devido ao aumento do nível freático acontecem cheias nas quais o polje se torna num grande lago. Apesar de todos os anos haver uma forte presença da água no polje durante os meses de inverno e primavera, as últimas cheias significativas deram-se em 1996 e em 2001.
Há vários percursos pedestres presentes na vila, pelo que é possível conhecer a área urbana e, especialmente, as zonas naturais.

## Património
- Gruta dos Moinhos Velhos
- Coreto (Mira de Aire)

## Coletividades
Das várias associações e coletividades presentes em Mira de Aire, destacam-se:
- Banda de Mira de Aire;
- Rancho folclórico de Mira de Aire;
- União Recreativa Mirense;
- Círculo Cultural Mirense;
- Clube União Mirense;
- Associação Movimento Mira-Minde;
- Mata Jovem.